# 黄式三
黄 式三（こう しきさん、Huang Shisan、1789年 - 1862年）は、清の儒学者。字は薇香、号は儆居。

## 経歴
1862年、浙江省定海庁紫微郷（現在の舟山市定海区）生まれ。幼年より読書に励み、1832年に貢生となった。1834年に郷試に赴くが、母の死で帰郷した。以後科挙を受験せず、学問に没頭した。
50歳より『尚書』『春秋』を研究し、60歳より『易経』を研究した。阿片戦争中の1840年にイギリス軍が定海を攻撃した際には、韓愈にならって『五箴』を作って世に警告した。

## 家族・親族
子の黄以周も儒学者で、父の学問を継いだ。

## 著作
- 『論語後案』
- 『詩叢説』
- 『詩序通説』
- 『春秋釈』
- 『周季編略』
- 『儆居集経説』
- 『史説』
- 『書啓蒙』
- 『黄氏塾課』